# Гаркавка (річка)
Гаркавка, Печарка — річка в Україні, у Семенівському районі Чернігівської області. Ліва притока Ревни (басейн Дніпра).

## Опис
Довжина річки 13 км., похил річки — 1,9 м/км. Площа басейну 89,0 км².

## Розташування
Бере початок на південному заході від Ямного. Тече переважно на південний схід понад Костобобрів і в на північному сході від Архипівки впадає у річку Ревну, ліву притоку Снові.